# أونيموشا 2: مصير الساموراي
أونيموشا 2: مصير الساموراي (بالإنجليزية: Onimusha 2: Samurai's Destiny)‏ (باليابانية: 鬼武者2)، هي الجزء الثاني من سلسلة ألعاب أونيموشا والتي طورها شركة كابكوم اليابانية، صدرت على جهاز بلاي ستيشن 2 عام 2002م.

## إعادة الإصدار
سيتم إعادة إصدار لعبة أونيموشا 2: مصير الساموراي في المتاجر الإلكترونية بتاريخ 23 مايو 2025، وستعمل على منصات بلاي ستيشن 4 وإكس بوكس ون ومايكروسوفت ويندوز ونينتندو سويتش، وسيدعم نحو 14 لغة، ومن بينها العربية.

## وصلات خارجية
- الموقع الرسمي
 (باليابانية)